# Repps with Bastwick
Repps with Bastwick és una parròquia civil del districte de Great Yarmouth, al comtat anglès de Norfolk. Comprèn els pobles adjacents de Bastwick i Repps, que es troben a uns setze quilòmetres al nord-oest de Great Yarmouth i a vint-i-dos quilòmetres al nord-est de Norwich. La parròquia limita amb el riu Thurne, que és travessat pel pont de la carretera A149, que comunica el municipi amb Potter Heigham.
Té una superfície de 5,1 km2 i el 2011 tenia 391 habitants.